# Liphistius
Liphistius este un gen de păianjeni din familia Liphistiidae.

## Specii[1]
- Liphistius albipes
- Liphistius batuensis
- Liphistius bicoloripes
- Liphistius birmanicus
- Liphistius bristowei
- Liphistius castaneus
- Liphistius dangrek
- Liphistius desultor
- Liphistius endau
- Liphistius erawan
- Liphistius fuscus
- Liphistius isan
- Liphistius jarujini
- Liphistius johore
- Liphistius kanthan
- Liphistius lahu
- Liphistius langkawi
- Liphistius lannaianus
- Liphistius laruticus
- Liphistius lordae
- Liphistius malayanus
- Liphistius marginatus
- Liphistius murphyorum
- Liphistius nesioticus
- Liphistius niphanae
- Liphistius ochraceus
- Liphistius onoi
- Liphistius ornatus
- Liphistius owadai
- Liphistius panching
- Liphistius phileion
- Liphistius phuketensis
- Liphistius pusohm
- Liphistius rufipes
- Liphistius sayam
- Liphistius schwendingeri
- Liphistius sumatranus
- Liphistius suwat
- Liphistius tempurung
- Liphistius tenuis
- Liphistius thaleban
- Liphistius tham
- Liphistius thoranie
- Liphistius tioman
- Liphistius trang
- Liphistius yamasakii
- Liphistius yangae